# BBS 뉴스파노라마
BBS 뉴스파노라마는 BBS FM에서 평일 저녁 6시 20분부터 저녁 7시까지 방송했던 퇴근길 저녁종합뉴스 프로그램이다.

## 역사
원래 이 프로그램의 전신은 BBS FM 개국과 함께 방송된 《BBS 저녁종합뉴스》였으나, 2004년 10월 11일부터 "BBS 뉴스파노라마"로 제목을 리브랜딩했다가, 2024년 4월 30일 방송을 마지막으로 20년만에 폐지되었다.

## 앵커
- 김호준 정치외교팀장

| BBS FM 평일 프로그램     |                          |                             |
| 이전                     | BBS 뉴스파노라마         | 다음                        |
| 운문사 우리말 저녁예불   | BBS 뉴스파노라마         | 최은경의 음악이 흐르는 풍경 |
| 저녁 6시 ~ 저녁 6시 20분 | 저녁 6시 20분 ~ 저녁 7시 | 저녁 7시 ~ 저녁 8시 55분    |
|                          |                          |                             |

| 광주BBS FM 평일 프로그램 |                          |                             |
| 이전                     | BBS 뉴스파노라마         | 다음                        |
| 운문사 우리말 저녁예불   | BBS 뉴스파노라마         | 최은경의 음악이 흐르는 풍경 |
| 저녁 6시 ~ 저녁 6시 20분 | 저녁 6시 20분 ~ 저녁 7시 | 저녁 7시 ~ 저녁 8시 55분    |
|                          |                          |                             |